# Heinrich Röttinger
Heinrich Anton Röttinger (* 13. Oktober 1869 in Wien, Österreich-Ungarn; † 21. April 1952 ebenda) war ein österreichischer Kunsthistoriker und Bibliothekar.

## Leben
Heinrich Röttinger studierte Germanistik und Kunstgeschichte an der Universität Wien, wo er 1897 bei Jakob Minor in Germanistik promoviert wurde. Seit 1914 war er Kustos an der Albertina. Von 1923 bis 1932 war er Leiter der Porträtsammlung der Österreichischen Nationalbibliothek. Am 7. Januar 1932 wurde er Direktor der Universitätsbibliothek der Universität Wien. 1933 trat er in den Ruhestand.
Sein Spezialgebiet war der deutsche Holzschnitt des 16. Jahrhunderts.

## Schriften (Auswahl)

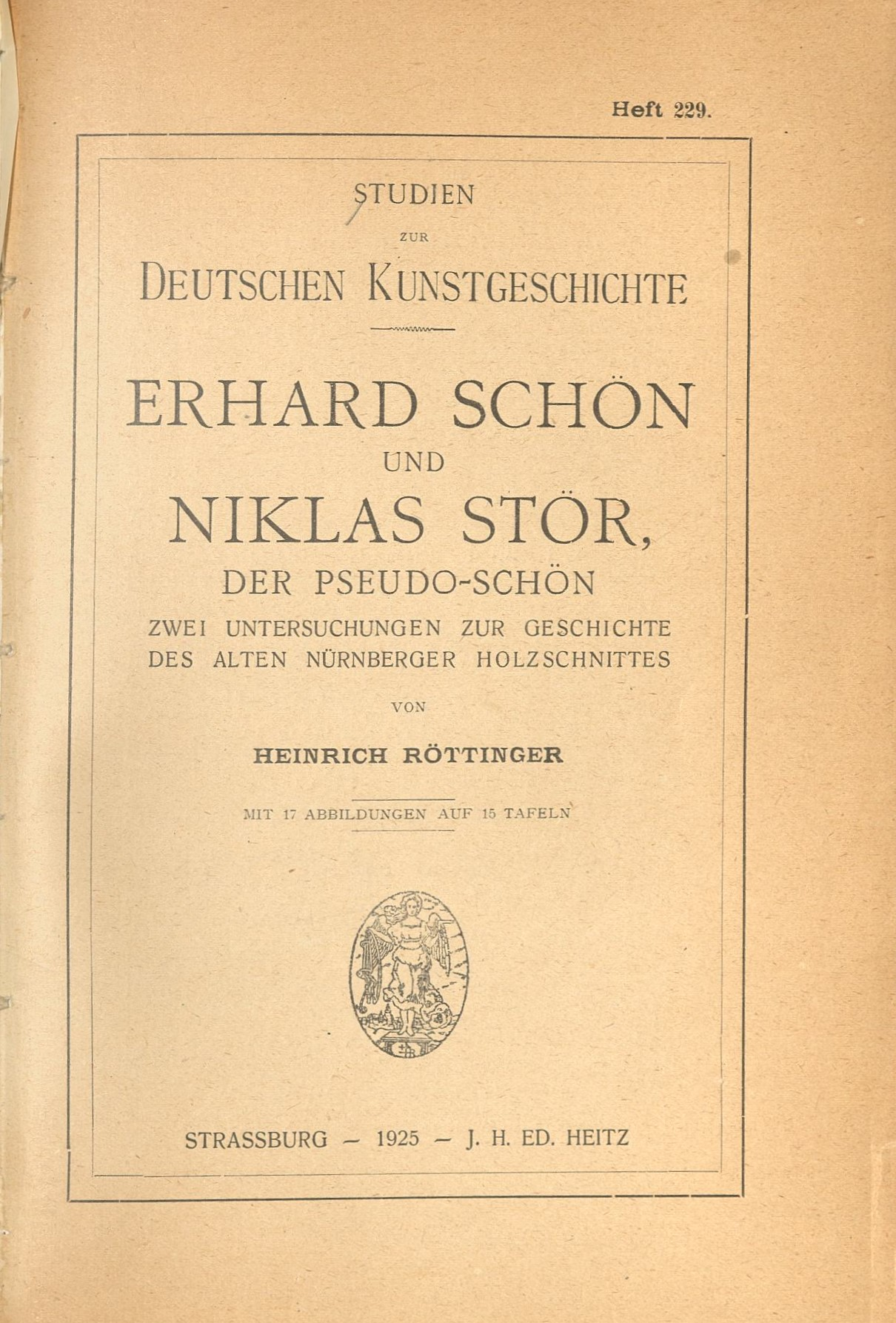
Erhard Schön und Niklas Stör, der Pseudo-Schön (1925)

- Ueber die Quellen von Immermanns Trauerspiel in Tirol. Dissertation Universität Wien 1896, abgedruckt in: Euphorion. Zeitschrift für Literaturgeschichte. 7. Jahrgang, Heft 1, 1900, S. 78–96 (Digitalisat).
- Zum Gebetbuche des Kaisers Maximilian. In: Repertorium für Kunstwissenschaft. 16, 1903, S. 328–332 (Textarchiv – Internet Archive).
- Hans Weiditz, der Petrarkameister. Heitz, Straßburg 1904 (archive.org).
- Einzel-Formschnitte des fünfzehnten Jahrhunderts aus der Erzherzoglichen Kunstsammlung Albertina in Wien. Heitz, Straßburg 1911.
- Die Holzschnitte zur Architektur und zum Vitruvius teutsch des Walther Rivius. Heitz, Straßburg 1914.
- Beiträge zur Geschichte des sächsischen Holzschnittes (Cranach, Brosamer, der Meister MS, Jakob Lucius aus Kronstadt) (= Studien zur deutschen Kunstgeschichte 213). Heitz, Straßburg 1921 (archive.org).
- Erhard Schön und Niklas Stör, der Pseudo-Schön : Zwei Untersuchungen zur Geschichte des alten Nürnberger Holzschnittes. Strassburg : J. H. Ed. Heitz, 1925
- Dürers Doppelgänger. Heitz, Straßburg 1926.
- Der Frankfurter Buchholzschnitt, 1530–1550. Heitz, Straßburg 1933.